# Корша (Грузия)
Корша (груз. კორშა) — село в Грузии, в муниципалитете Душети края Мцхета-Мтианети. 

## География
Село расположено в северной части края, в 65 километрах по прямой к северо-востоку от центра муниципалитета Душети. Высота центра — 1300 метров над уровнем моря.

## Население
По данным переписи населения 2014 года, в селе проживало 69 человек.
| Год  | Население | Мужчины | Женщины |
| ---- | --------- | ------- | ------- |
| 2002 | 92        | 44      | 48      |
| 2014 | 69        | 34      | 35      |